# Cyberzerk
Cyberzerk is een computerspel dat werd ontwikkeld door Century Interactive en uitgegeven door Boeder Software. Het spel kwam in 1993 uit voor de Commodore Amiga. Het spel is een schietspel waarbij het speelveld van bovenaf wordt getoond. De speler moet een ruimteschip ontdoen van indringers. Hij bezit hiervoor een geweer en een beperkt aantal granaten. Het ruimteschip bestaat uit kamers die met elkaar verbonden zijn. De kamers moeten worden ontdaan van tegenstanders binnen de tijdslimiet. Als de speler geraakt wordt verliest deze levenskracht. Als deze kracht ten einde is, is de speler game over.

## Ontwikkelteam
- Ontwerp: Stefan Noelle
- Programmeur: Felix Unger
- Grafisch: Rainer Michael
- Muziek: Joerg Schwiezer

## Ontvangst
| Beoordeeld door | Datum        | Score |
| --------------- | ------------ | ----- |
| Power Play      | oktober 1992 | 52%   |
| Amiga Joker     | maart 1993   | 52%   |